# Pontiac Fiero
El Pontiac Fiero es un automóvil deportivo construido por la división Pontiac de General Motors desde 1984 hasta 1988. La palabra Fiero, que significa "orgullo" en italiano y "salvaje" o "feroz" en español, fue diseñado por George Milidrag y Aldikacti Hulki como un biplaza con motor central. Los nombres alternativos considerados para el coche fueron Sprint, P3000, Pegasus, Fiamma, Sunfire, y XP Firebird. El Fiero fue el primer biplaza de Pontiac desde los cupés de 1926 a 1938, siendo además el primer coche deportivo con motor central producido en serie por un fabricante de EE. UU. Muchas de las tecnologías incorporadas en el diseño del Fiero, como los paneles de la carrocería de plástico, eran soluciones radicales para su época. Con un bastidor separado de acero y recubierto con paneles de plástico (Fisher Body), con un Coeficiente CX (Coeficiente de resistencia) de 0.377, el Pontiac Fiero fue un acierto para la marca, y mantiene el récord de ventas para un deportivo en sólo cinco años: 370.168 unidades.
El 2M4 Fiero con motor I4 formó parte de la lista de los Diez Mejores Coches para el año 1984 de la revista Car and Driver. También fue el Pace Car oficial de las 500 Millas de Indianápolis de 1984, superando al nuevo Chevrolet Corvette de aquel año en recibir este honor.

## Historia y diseño
El Fiero fue concebido como un pequeño deportivo de dos asientos con una suspensión completamente nueva y un motor V6. Mientras que la dirección de General Motors se oponía a invertir en un segundo coche deportivo de dos plazas que pudiera competir con el Corvette, en 1978 los jóvenes ingenieros de Pontiac pudieron vender el concepto Fiero a la corporación como un "viajero de cercanías" de cuatro cilindros de bajo consumo de combustible" que casualmente tenía dos asientos, en lugar de un muscle car. Cuando los ingenieros trajeron un prototipo en funcionamiento en menos de seis meses, se le dio luz verde para la producción.
Estos ingenieros percibieron la crisis del petróleo como una oportunidad de mercado para un automóvil deportivo de bajo consumo. El Fiero fue rediseñado para usar una versión de bajo consumo de combustible del motor Iron Duke de cuatro cilindros y 2,5 L (151 pulgadas cúbicas) de GM, capaz de alcanzar 31 millas por galón (7.6 L/100 km) en ciudad y 50 millas por galón (4.7 L/100 km) en carretera con la opción de transmisión económica. La economía de combustible se consideró impresionante para un motor de 2,5 L de la época, aunque la transmisión automática de tres velocidades redujo el kilometraje en carretera a solo 32 millas por galón (7.4 L/100 km). Con respecto a la economía de combustible, el Fiero pretendía atraer a un nicho de mercado para el que el Corvette con su motor V8 no era adecuado.
El Fiero resultó ser un diseño inusual para GM, que se destacó del resto de sus líneas de productos. Sin embargo, el presupuesto para el automóvil, desde el diseño hasta la remodelación de la planta, fue de 400 millones de dólares, solo una fracción de lo que GM generalmente gastó en producir un prototipo de automóvil típico. Pontiac asignó la supervisión del proyecto Fiero a Hulki Aldikacti, un ejecutivo nacido en Turquía con casi 22 años de experiencia.
El desafío inicial de Aldikacti fue con la estructura corporativa de GM, que dividía a sus ingenieros en dos categorías: los ingenieros de automóviles que crearían planos para el automóvil y los ingenieros de fabricación que resolverían los problemas de fabricación y ensamblaje. Los planos del Fiero viajaban de un lado a otro entre las dos ramas de ingeniería, lo que resultaba en una pérdida de tiempo y dinero. Aldikacti se vio obligado a sentar a los dos equipos de ingenieros uno al lado del otro, sin permitir excusas de por qué "no hubo construcción" después de que se terminó su diseño. Se necesitaron muchas modificaciones en los diseños del Fiero para la producción; por ejemplo, a pesar de su antiguo interés en la fabricación de una carrocería de plástico, Aldikacti consintió en fijar los paneles a una estructura de metal, cuyos troqueles eran mucho menos costosos de fabricar.
A medida que los prototipos tomaron forma, las líneas exteriores se parecían más a un Ferrari o a un Porsche que a un automóvil GM típico, pero el presupuesto ajustado estaba pasando factura al diseño, particularmente al sueño de Aldikacti de un V6 de bloque de aluminio de alto rendimiento, dado que el costo de desarrollar un nuevo motor sería mayor que el de la producción del automóvil completo. En consecuencia, Aldikacti se vio obligado a conformarse con el motor de cuatro cilindros ya fabricado que GM produjo para Pontiac, el "Iron Duke", apodado así por su pesado bloque de hierro. Este motor era demasiado voluminoso para caber en el pequeño automóvil, por lo que estaba equipado con un cárter de aceite más pequeño, lo que hacía que el motor funcionara con menos aceite del que se diseñó originalmente. Otro problema eran las bielas débiles que se rompían, generando fragmentos que perforaban el bloque del motor y arrojaban aceite sobre los componentes calientes del escape.
La palabra Fiero significa "muy orgulloso", "feroz", "audaz", "altivo", "cruel", "severo" en italiano y "salvaje" o "feroz" en español. Los nombres alternativos considerados para el automóvil fueron Sprint (que se había usado anteriormente en un GMC y luego terminaría usándose para un Chevrolet), P3000, Pegasus, Fiamma, Sunfire (un nombre que luego se aplicaría a otro Pontiac), y Firebird XP.
Los métodos de diseño poco ortodoxos y los modales personales de Aldikacti lo hicieron impopular para la mayoría de la burocracia de GM. Sus contrapartes en otras divisiones de GM le dijeron tres veces que su proyecto había sido cancelado por la gerencia corporativa. Sin embargo, el proyecto Fiero se mantuvo vivo por los deseos de ciertos defensores de alto rango, entre ellos William Hoglund, quien se hizo cargo de Pontiac en 1980. Hoglund tomó las riendas de la división cuando la popularidad de la marca estaba muy diluida, y se decía que los automóviles de Pontiac eran anodinos, obsoletos y lo que comprarían los clientes del pasado. En 1983, Hoglund le dijo a sus tres docenas de empleados más importantes que Pontiac se reconstruiría con coches que fueran "emocionantes" y "diferentes". Estos términos solo describían uno de los coches de Pontiac en su línea actual, el "automóvil de cercanías" de Aldikacti. Él y su personal querían demostrar que la cooperación entre la gerencia y los trabajadores podía resolverse sin el uso de robots en la línea de montaje, que los altos ejecutivos de GM querían emplear. Hoglund permitió que los trabajadores pagados por hora eligieran el nombre del automóvil de Aldikacti mientras aplicaban esta teoría; y "Fiero" fue su elección.
Originalmente, se eligió un diseño de motor central como una forma de reducir la resistencia aerodinámica y el peso del vehículo para mejorar la eficiencia del combustible, y también por sus beneficios de manejo, tracción y frenado. Sin embargo, el potencial de rendimiento del diseño de motor central no se explotó por completo cuando debutó el Fiero. Como medida de ahorro de costos comúnmente empleada en GM en ese momento, los neumáticos, los frenos y los componentes de la suspensión se transfirieron de otras plataformas de GM, como las plataformas X y T. Como resultado, las capacidades de conducción del Fiero estaban simplemente a la par con otros cupés deportivos contemporáneos (Road & Track 1985). Además, el motor Iron Duke, que fue diseñado para un funcionamiento óptimo a bajas rpm, no era adecuado para los conductores que compraron el Fiero esperando un motor rápido y de altas revoluciones, acorde con el diseño del automóvil. Como los conductores intentaban hacer funcionar el motor con frecuencia a mayores rpm de las que permitía su diseño, los motores experimentaban una serie de problemas de fiabilidad y las averías eran habituales.
El público tenía grandes expectativas para el Fiero con su diseño de motor central y estilo agresivo, que se asemejaba a coches deportivos exóticos con motor central como el Ferrari 308GTB. Si bien inicialmente obtuvo buenas críticas por su manejo (Motor Trend 1984), el Fiero pronto recibió críticas negativas de otros críticos automotrices que esperaban un mayor rendimiento de un biplaza con motor central. A pesar de las críticas, el Fiero se vendió bien y, aunque Pontiac operó tres turnos en la fábrica durante 1984, no pudieron satisfacer la demanda inicial.
El hecho de compartir la suspensión y otros componentes con otros modelos de GM significó que la suspensión trasera y el tren motriz fueran prácticamente idénticos a los del Phoenix; el Fiero incluso incluía extremos de barra de acoplamiento traseros unidos a un "muñón de dirección", aunque estos estaban montados de forma rígida en la cuna del motor y solo se usaban para mantener la alineación de los neumáticos traseros. La suspensión delantera se derivó del Chevette.
Para 1985, la crisis del petróleo había terminado y se desarrolló la demanda de un Fiero con más potencia de motor y mejor rendimiento. Pontiac respondió presentando el modelo GT que incluía un ajuste mejorado de la suspensión, llantas más anchas y un motor V6 con 43 hp (32 kW) más que el cuatro cilindros base.
Finalmente, en 1988, se realizaron numerosos cambios en el Fiero para alinearlo con su diseño original. El más significativo fue una suspensión completamente rediseñada (y partes del bastidor espacial) para aprovechar el potencial del diseño del motor central. La suspensión única incluía nuevas pinzas de freno de dos piezas y rotores de freno mejorados. Estos habían sido parte del diseño inicial de Fiero, pero la reducción de costos impidió que se implementaran antes. Los motores I4 y V6 disponibles se beneficiaron de mejoras evolutivas, pero la disponibilidad planificada de turbocompresores y diseños DOHC más nuevos no llegó antes de que se detuviera la producción. A pesar del automóvil muy mejorado que finalmente se había dado cuenta de su potencial después de años de mala gestión, GM terminó la producción después del año modelo 1988, debido a la disminución de las cifras de ventas. La mala prensa y el sentimiento de los consumidores, que mencionaron con frecuencia la gran cobertura mediática de los incendios del motor del Fiero, así como la poca fiabilidad y rendimiento de los modelos 1984-1987, llevaron a la cancelación del modelo.

## Años de Producción

### 1984

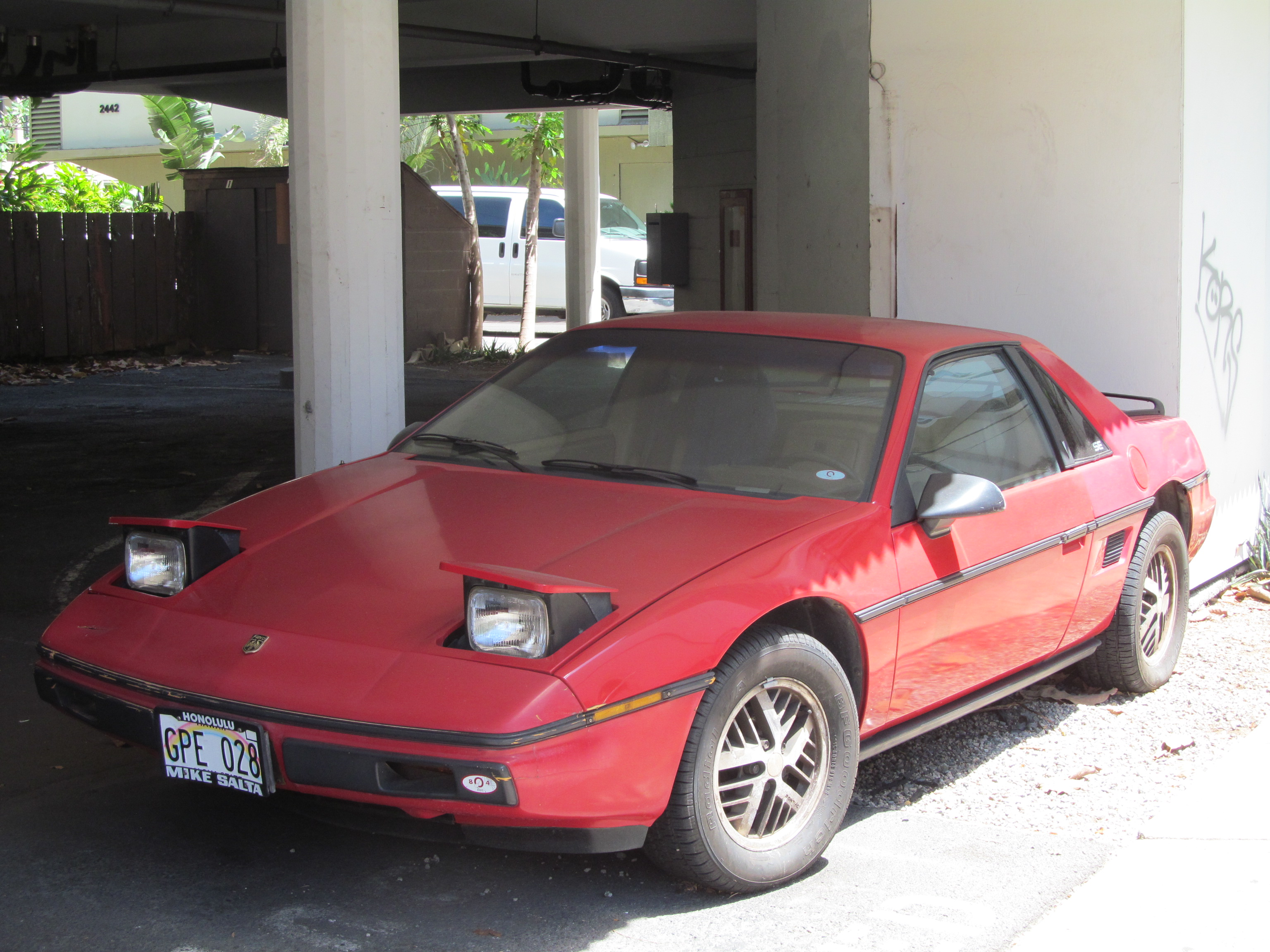
Fiero 2M4 SE de 1984

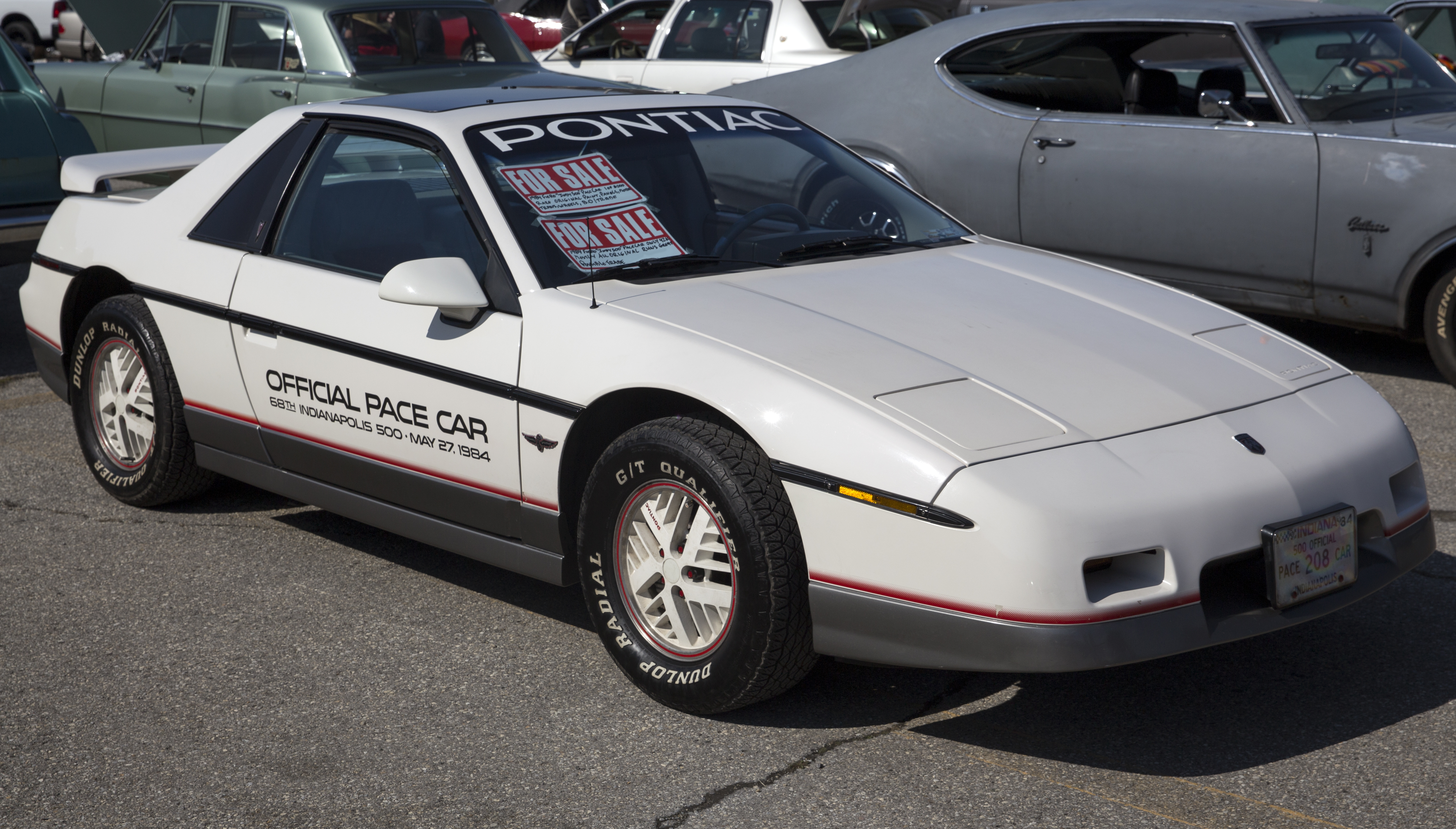
Réplica del Pontiac Fiero Indy Pace Car de 1984

El Fiero comenzó a producirse en agosto de 1983. En un esfuerzo por venderlo como un automóvil razonablemente económico, GM equipó y vendió el Fiero como un automóvil de cercanías; aunque la acumulación de publicidad que condujo al lanzamiento inicial indicaba cualquier cosa menos un coche adecuado para hacer cortos viajes frecuentes. El automóvil también resultó incómodo para algunos conductores debido a la falta de dirección asistida.
Al comienzo de la producción, el Fiero solo estaba disponible en los colores rojo (M71) y blanco (M40), con negro (M41) y gris claro metálico (M14) introducidos más tarde, dado que el taller de pintura solo podía manejar cuatro colores diferentes a la vez. Todos los modelos de 1984 venían con el mismo motor 2.5 L I4.
Aunque la publicidad escrita de ventas enumeraba solo dos modelos disponibles en 1984, había al menos tres modelos disponibles con diferentes paquetes opcionales. Estaba el Fiero Cupé, el Sport Cupé y el SE. El Fiero Cupé, también llamado "Líder en economía de combustible", vino con la transmisión manual de 4 velocidades MY-8 que tenía una marcha superior de sobremarcha de 0.73 junto con una relación de eje alta de 3.32:1 mpg. Esto le dio una calificación EPA  de carretera/ciudad de 50/31 mpg. No se podía solicitar aire acondicionado ni transeje automático. El precio inicial del Fiero Cupé fue de 7999 dólares. El Fiero Sport Cupé, también conocido como el "auto base", venía con la transmisión manual de cuatro velocidades M-19 con una marcha superior de 0,81 junto con un diferencial de 4,10:1, lo que le otorgaba una mejor aceleración a costa de la economía de combustible, de 42/26 millas por galón. Una transmisión automática de 3 velocidades, MD-9 Hydramatic 125-C, estaba disponible junto con aire acondicionado. El precio inicial fue de 8499 dólares para el Sport Cupé. El modelo superior fue el Fiero SE, con un precio inicial de 9599 dólares. Incluía el paquete de manejo WS-6 junto con otras mejoras de equipamiento.
La mercadotecnia incluyó el patrocinio principal de la gira del dúo Daryl Hall & John Oates para apoyar el lanzamiento de su álbum Big Bam Boom. Desde noviembre de 1984 hasta 1985, cada lugar de la gira tenía pancartas y letreros del Fiero sobre el escenario principal, nuevos Fiero en exhibición y obsequios de boletos de concesionario Pontiac. Los gerentes de ventas de los concesionarios Pontiac también recibieron una edición limitada del álbum de grandes éxitos en vinilo "Pontiac Fiero Presents Daryl Hall & John Oates" que invitaba a participar en la gira de patrocinio. El LP era Rock'n Soul Part 1. La portada del álbum mostraba a Hall & Oates de pie con un Fiero SE rojo de 1984.
Además, con fines de publicidad, el modelo base de 1984 apareció en un episodio de 1983 del programa de televisión Hardcastle & McCormick.
La línea de modelos de 1984 incluía una edición limitada de "Indy Pace Car", que constaba de un paquete de opciones con el tema de las 500 Millas de Indianápolis en vehículos modelo SE (un paquete que se reeditó especialmente en 1985). Se vendieron aproximadamente 2000 de estos vehículos. El Indy tenía un revestimiento de carrocería aerodinámico y nuevas fascias delantera y trasera que se utilizarían en el GT de 1985. Solo estaba disponible el motor de cuatro cilindros, aunque algunos prototipos estaban equipados con una entrada única de estilo periscopio que brotaba del compartimiento del motor y se curvaba hacia arriba y sobre el techo. Esta entrada de estilo "periscopio" se usó en los tres Indy Pace Cars reales que se usaron en las 500 Millas de Indianápolis de 1984. Esta toma de entrada alimentó el motor Super Duty de 2,7 L (165 pulgadas cúbicas) que era exclusivo de los Pace Cars reales. El motor Super Duty tenía una potencia nominal de 232 hp (173 kW) a 6500 rpm y 210 lb⋅ft (280 N⋅m) de par a 5500 rpm. El gerente general de Pontiac, Bill Hoglund, nominó a John Callies para conducir el auto de seguridad real en el óvalo de Indianápolis. Callies fue el ingeniero principal de la fábrica tanto en el programa de coches de seguridad como en el de IMSA. El Fiero se convirtió en el primer automóvil de 4 cilindros en marcar el ritmo de las 500 desde que un Stoddard-Dayton marcó el ritmo de la carrera de 1914.
La producción del modelo de 1984 se desarrolló desde julio de 1983 hasta casi finales de 1984, lo que dio como resultado que Pontiac superara su objetivo del primer año de 80.000 unidades, 28.000 más que la estimación inicial y la mayor cantidad de automóviles de dos plazas producidos por cualquier fabricante estadounidense en aquel momento.
| VIN               | Modelo           | Unidades |
| ----------------- | ---------------- | -------- |
| 1G2AE37RxEPxxxxxx | Fiero            | 7.099    |
| 1G2AM37RxEPxxxxxx | Fiero Sport      | 62.070   |
| 1G2AF37RxEPxxxxxx | Fiero SE         | 65.671   |
| 1G2AF37RxEPxxxxxx | Fiero Indy       | 2.000    |
| Producción Total  | Producción Total | 136.840  |

### 1985

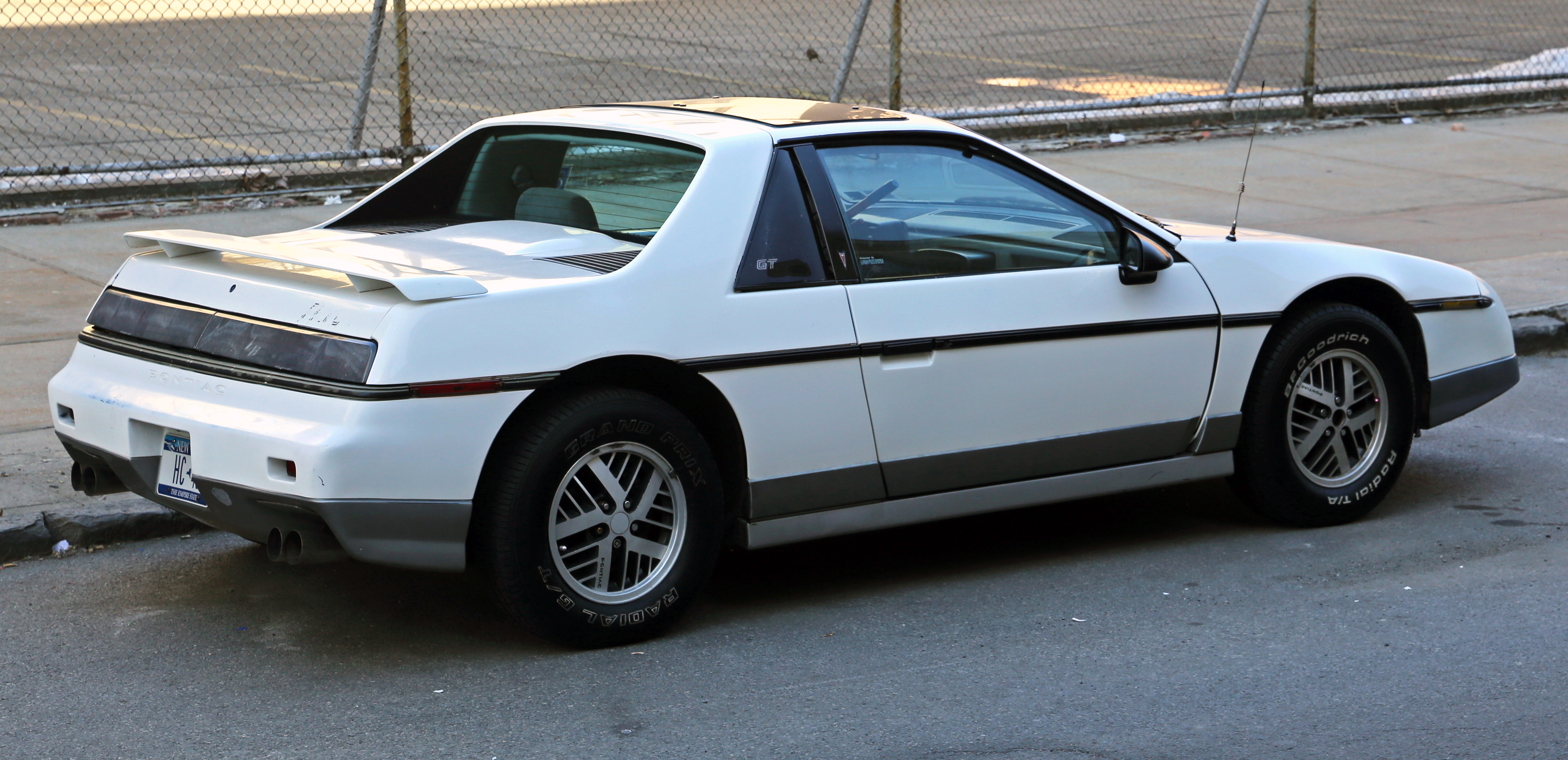
Pontiac Fiero GT de 1985

El Fiero de 1985 no apareció en las salas de exhibición hasta enero de 1985, con la introducción del modelo GT, que se parecía mucho al modelo Indy de 1984, pero sin las calcomanías ni las llantas del color de la carrocería. Los tres modelos y los cuatro colores del año anterior todavía estaban disponibles, pero se solucionó el problema de la potencia insuficiente del motor, para satisfacción del público en general. Se colocó en el automóvil un motor V6 de 2,8 L (170 pulgadas cúbicas) con una potencia nominal de 140 hp (100 kW) y 170 lb⋅ft (230 N⋅m) de par, lo que satisfizo a la mayoría de los críticos del motor base. El V6 se combinó con una transmisión Muncie modificada de 4 velocidades. El motor de cuatro cilindros se modificó ligeramente, y se agregaron elevadores de rodillos y se obtuvo un aumento de potencia de 2 hp (1,5 kW). Ahora también podía combinarse con una transmisión Isuzu de diseño japonés de cinco velocidades, como se usaba en la plataforma J-body, también producida en la planta de Muncie, Indiana.
| VIN               | Modelo           | Unidades |
| ----------------- | ---------------- | -------- |
| 1G2PE37R#FP2##### | Fiero            | 5.280    |
| 1G2PM37R#FP2##### | Fiero Sport      | 23.823   |
| 1G2PF37R#FP2##### | Fiero SE (I4)    | 24.724   |
| 1G2PF379#FP2##### | Fiero SE (V6)    | 24.724   |
| 1G2PG379#FP2##### | Fiero GT         | 22.534   |
| Producción Total  | Producción Total | 76.371   |

### 1986

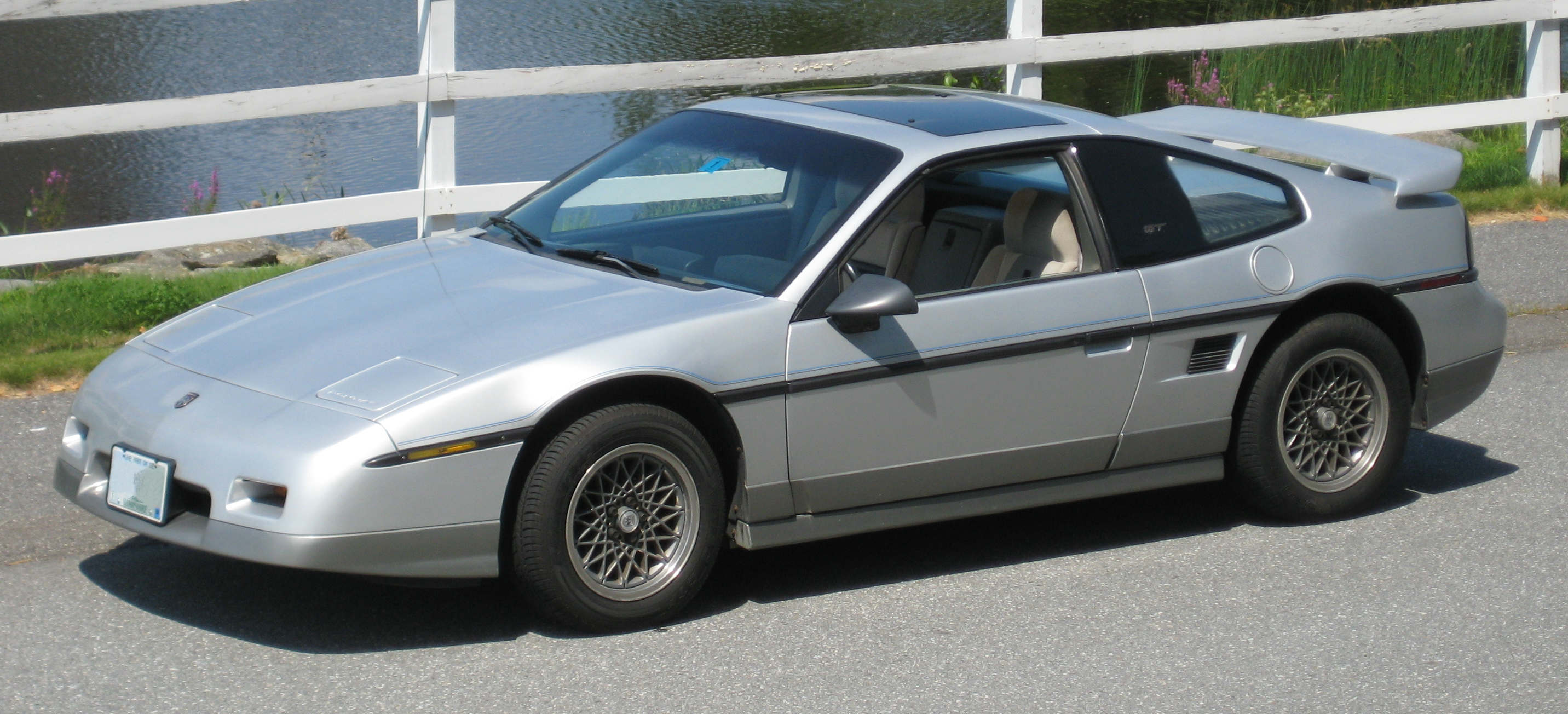
Se ofrecía un estilo de carrocería fastback para el Fiero GT del año 1986

El Fiero de 1986 llegó el 12 de septiembre de 1985, sin embargo, el modelo GT no figuraba originalmente en la lista. El GT del año anterior se convirtió en el SE de 1986. El GT de 1986 se retrasó hasta el 3 de enero de 1986. Esta fue la primera vez que se ofreció la línea del techo fastback, a veces denominada modelo "1986½", ya que el nuevo estilo de carrocería fastback aún no estaba listo para su lanzamiento al comienzo del año modelo. Aunque originalmente fue concebido por expertos de Pontiac como un nuevo modelo, posiblemente llamado "GTP" o "GTU", se ha dicho que la gerencia de GM en ese momento sintió que usar "GTP" o "GTU" sugería un coche de carreras, una imagen que no quería promocionar. Personas presentes en la presentación del nuevo estilo de techo fastback, en febrero de 1984, en la pista de pruebas de GM en Arizona, en realidad pensaron que era un nuevo Corvette al principio. El transeje Muncie/Getrag de 5 velocidades, que no llegó hasta junio de 1986, se convirtió en el transeje estándar en los modelos V6. Las versiones equipadas con el motor de cuatro cilindros se mantuvieron prácticamente sin cambios. Los colores rojo y gris claro metalizado se eliminaron en favor del oro claro metalizado (M56), plata metalizado (M16) y rojo brillante (M81). Los sistemas hidráulicos del embrague se rediseñaron con nuevos cilindros maestro y esclavo.
| VIN               | Modelo           | Unidades |
| ----------------- | ---------------- | -------- |
| 1G2PE37R#GP2##### | Fiero            | 9.143    |
| 1G2PM37R#GP2##### | Fiero Sport      | 24.866   |
| 1G2PF37R#GP2##### | Fiero SE (I4)    | 32.305   |
| 1G2PF379#GP2##### | Fiero SE (V6)    | 32.305   |
| 1G2PG119#GP2##### | Fiero GT         | 17.891   |
| Producción Total  | Producción Total | 83.974   |

### 1987
1987 vio cambios en las fascias delantera y trasera en el "cupé base", con los modelos SE y GT manteniendo la misma nariz "Aero". Las nuevas narices no aerodinámicas perdieron las almohadillas de los parachoques negras de los modelos anteriores y tenían un aspecto más suave. La potencia nominal del motor de cuatro cilindros aumentó a 98 hp (73 kW) con algunas modificaciones importantes que incluyeron una leva de rodillos, un colector de admisión rediseñado, un sistema de encendido sin distribuidor (DIS), una culata de cámara de combustión abierta y un sistema mejorado de inyección de combustible en el cuerpo del acelerador. Este fue el último año para el filtro de aceite giratorio en el cuatro cilindros. Se agregaron los colores Bright Blue (M21) y Medium Red Metallic (M77) y se reemplazó la moldura negra acanalada por el estilo redondeado que se encuentra en los modelos GT. Como nota al margen, los modelos SE conservaron la moldura acanalada, y las versiones con faros rediseñados aparecieron en 1987. Además, a partir del modelo de 1987, los concesionarios Pontiac ofrecieron una actualización en forma de una "opción" que cambió la carrocería original a una carrocería tipo Pininfarina (similar al Ferrari 308), llamada Fiero Mera. Corporate Concepts completó la transformación "Mera", por lo que finalmente no se vendió ningún paquete en forma de kit. El cambio a la carrocería "Mera" se ofreció solo en los nuevos Fiero vendidos a través de los concesionarios de Pontiac, y se considera un modelo por derecho propio. Corporate Concepts solo produjo 247 "Mera" antes de que la producción se detuviera cuando Ferrari demandó a Corporate Concepts.
| VIN               | Modelo           | Unidades |
| ----------------- | ---------------- | -------- |
| 1G2PE11R#HP2##### | Fiero            | 23.603   |
| 1G2PM11R#HP2##### | Fiero Sport      | 3.135    |
| 1G2PF11R#HP2##### | Fiero SE (I4)    | 3.875    |
| 1G2PF119#HP2##### | Fiero SE (V6)    | 3.875    |
| 1G2PG119#HP2##### | Fiero GT         | 15.880   |
| 1G2PG119#HP2##### | Fiero Mera       | 88       |
| Producción Total  | Producción Total | 46.581   |

### 1988

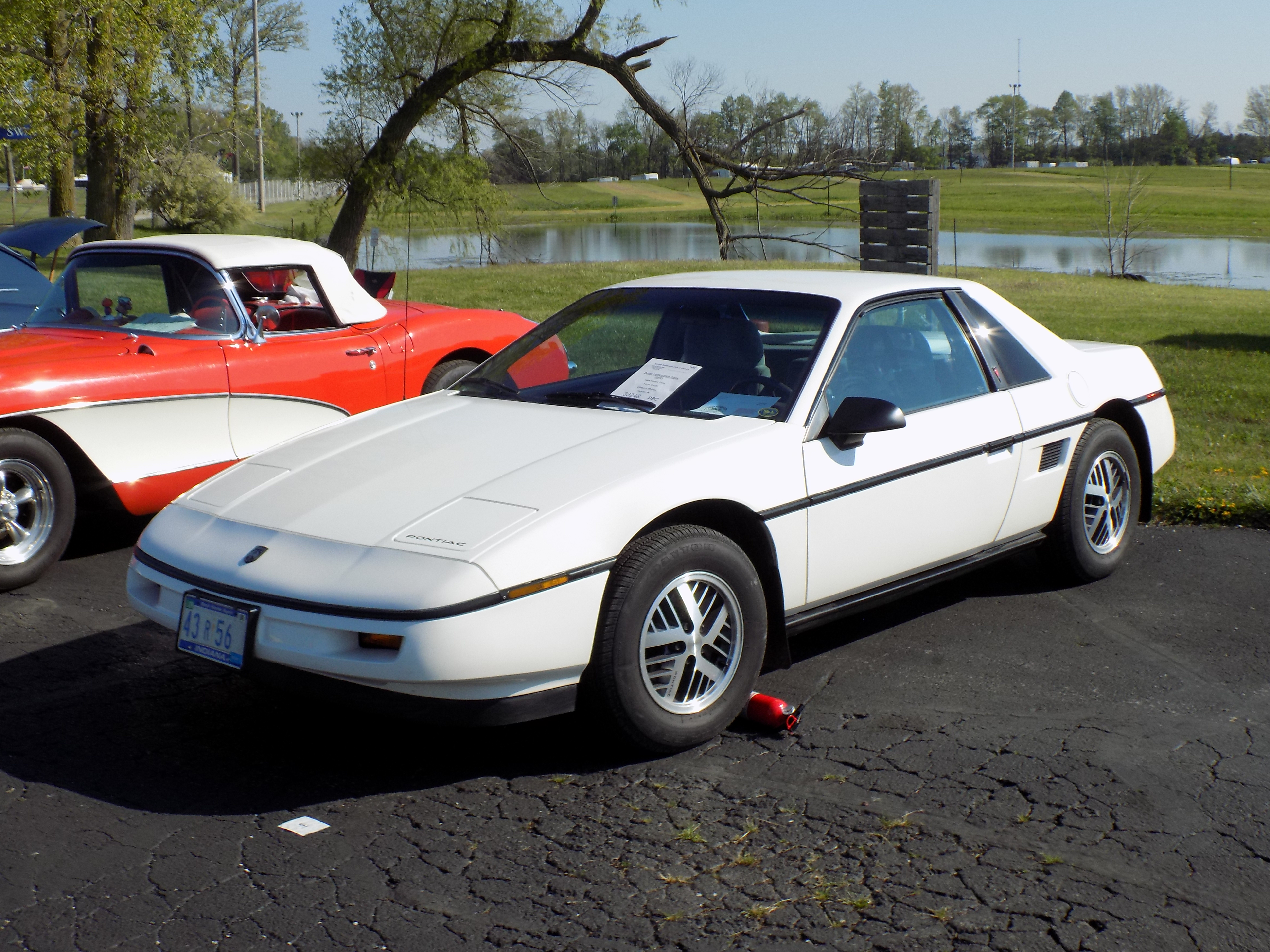
Fiero de 1988

El Fiero de 1988 trajo un nuevo diseño de suspensión, que tenía un parecido sorprendente con los diseñados por Lotus, que en ese momento estaba a punto de ser adquirida por General Motors. Sin embargo, la suspensión nunca fue un diseño de Lotus; era la suspensión que los ingenieros de Pontiac habían diseñado inicialmente, junto con lo que aprendieron del programa de carreras. En la parte delantera se revisaron los brazos de control y los nudos que redujeron el esfuerzo de dirección y mejoraron el radio de barrido. En la parte trasera, se instaló una suspensión de tres brazos con todos los nudos nuevos. Esta nueva suspensión vino con tamaños de rueda escalonados en los modelos equipados con suspensión WS6, con ruedas de 380 mm (15 in) por 150 mm (6 in) de ancho en la parte delantera y unas ruedas  anchas de 380 mm (15 in) por 180 mm (7 in) en la parte trasera para mejorar el equilibrio de manejo y para compensar la vía delantera ligeramente aumentada que resultó de las mejoras introducidas. Para completar el paquete, se encontraban los nuevos frenos de disco ventilados en las cuatro ruedas, que abordaron las quejas de frenado de los probadores en carretera. Un sistema electrohidráulico para la dirección asistida, el mismo diseño que se encontró más tarde en el GM EV1, también iba a ser una adición tardía. Esta opción nunca llegó a la producción; una de las razones citadas es que los modelos con el prototipo de dirección asistida se percibieron como demasiado ruidosos. El motor de cuatro cilindros recibió un elemento de filtro de aceite en la bandeja y un eje de equilibrio. Se agregó una opción de "Fórmula", que ofrecía muchas de las características del GT con la carrocería cupé estándar, incluido el velocímetro de 190 km/h (120 mph), la suspensión WS6 (que incluía ruedas cruzadas compensadas) y el alerón trasero. El año 1988 marcó el final de la producción del Fiero. Las mejoras en la suspensión, los frenos, la dirección y en los motores de cuatro cilindros y V6 llevaron al automóvil a un nivel mucho más allá del modelo de 1984 que había recibido muchas críticas. 1988 también fue el único año en que un color exterior amarillo estuvo disponible como opción de fábrica. El 16 de agosto de 1988 salió el último Fiero de la línea de montaje de la planta de Pontiac en Míchigan.
| VIN               | Modelo           | Unidades |
| ----------------- | ---------------- | -------- |
| 1G2PE11R#JP2##### | Fiero            | 13.910   |
| 1G2PE119#JP2##### | Fiero Formula    | 5.484    |
| 1G2PG119#JP2##### | Fiero GT         | 6.848    |
| 1G2PE119#JP2##### | Fiero Mera       | 159      |
| Producción Total  | Producción Total | 26.402   |

El último Fiero construido se entregó a un ensamblador de GM y se mantuvo impecable con poco más de 500 millas en el odómetro. Se subastó en diciembre de 2020 por 90.000 dólares.

### 1990 (Prototipo)

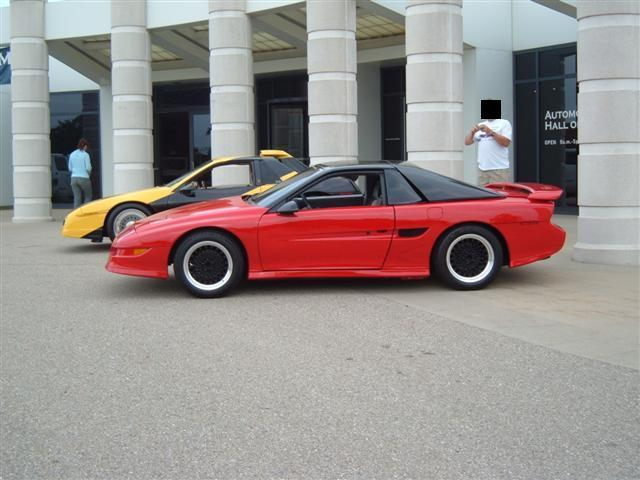
Fiero prototipo (1989/1990), en la exhibición del Michigan Fiero Club de 2006, "Fieros at the Hall"

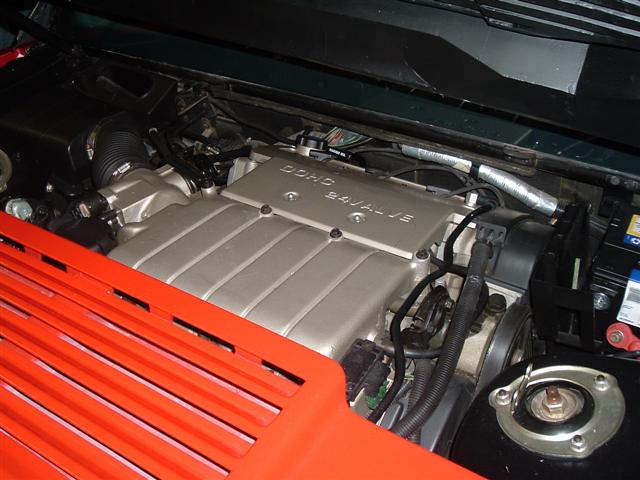
Motor del Fiero prototipo (1989/1990)

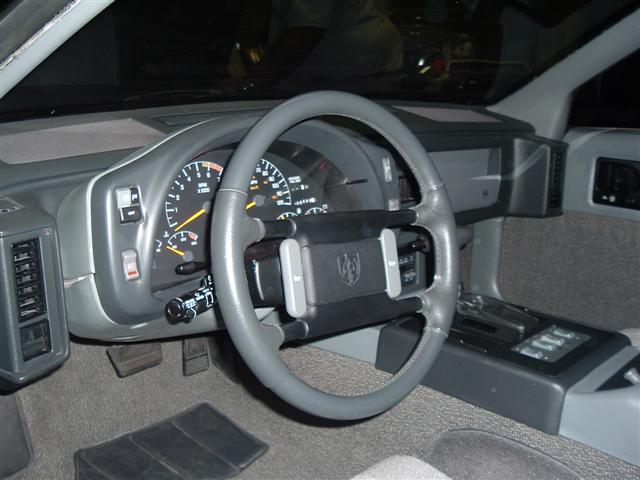
Interior del Fiero prototipo (1989/1990)

Un prototipo del Fiero 1990 nunca producido se mostró en la Exhibición del 20.º Aniversario en julio de 2003, en el Fierorama 2005. También apareció en la Exhibición de Míchigan de 2006 y más recientemente en la Exhibición del 25.º aniversario en Pontiac, Míchigan, en 2008. El GM Heritage Center continúa manteniendo en sus fondos el Fiero 1989/1990. La mayoría de los prototipos cupé 89/90 han sido desguazados en un depósito de chatarra en Australia.
Gran parte de su influencia en el diseño es evidente en el Firebird de Cuarta Generación. Se propusieron nuevos motores para el año modelo 1990, desde el entonces nuevo DOHC de 190 bhp (140 kW) "Quad 4" de cuatro cilindros como motor base para reemplazar el 2.5 L "Iron Duke" de más de 200 hp, hasta un nuevo DOHC V6 para los modelos GT. Incluso se rumoreó que se había visto un Fiero con motor Buick Turbo V6 231 CID (3.8 L) en una pista de pruebas. El único prototipo Fiero GT de 1990 tenía una versión temprana del próximo a lanzarse motor DOHC V-6, que se pondría en producción en el Grand Prix y en el Lumina Z34 a principios de la década de 1990. Este motor desarrollaba más de 200 hp (150 kW).
GM señaló la caída de las ventas y la falta de rentabilidad del Fiero como la razón de su desaparición tras su quinto año modelo.
| VIN               | Modelo | Unidades |
| ----------------- | ------ | -------- |
| 1G2PE11x#KP2##### | Fiero  | 1        |

## Características técnicas

### Motores
El Fiero estaba disponible con el motor GM Iron Duke I4 LR8; y con el motor GM 60° V6 L44 (también de origen GM).
LR8

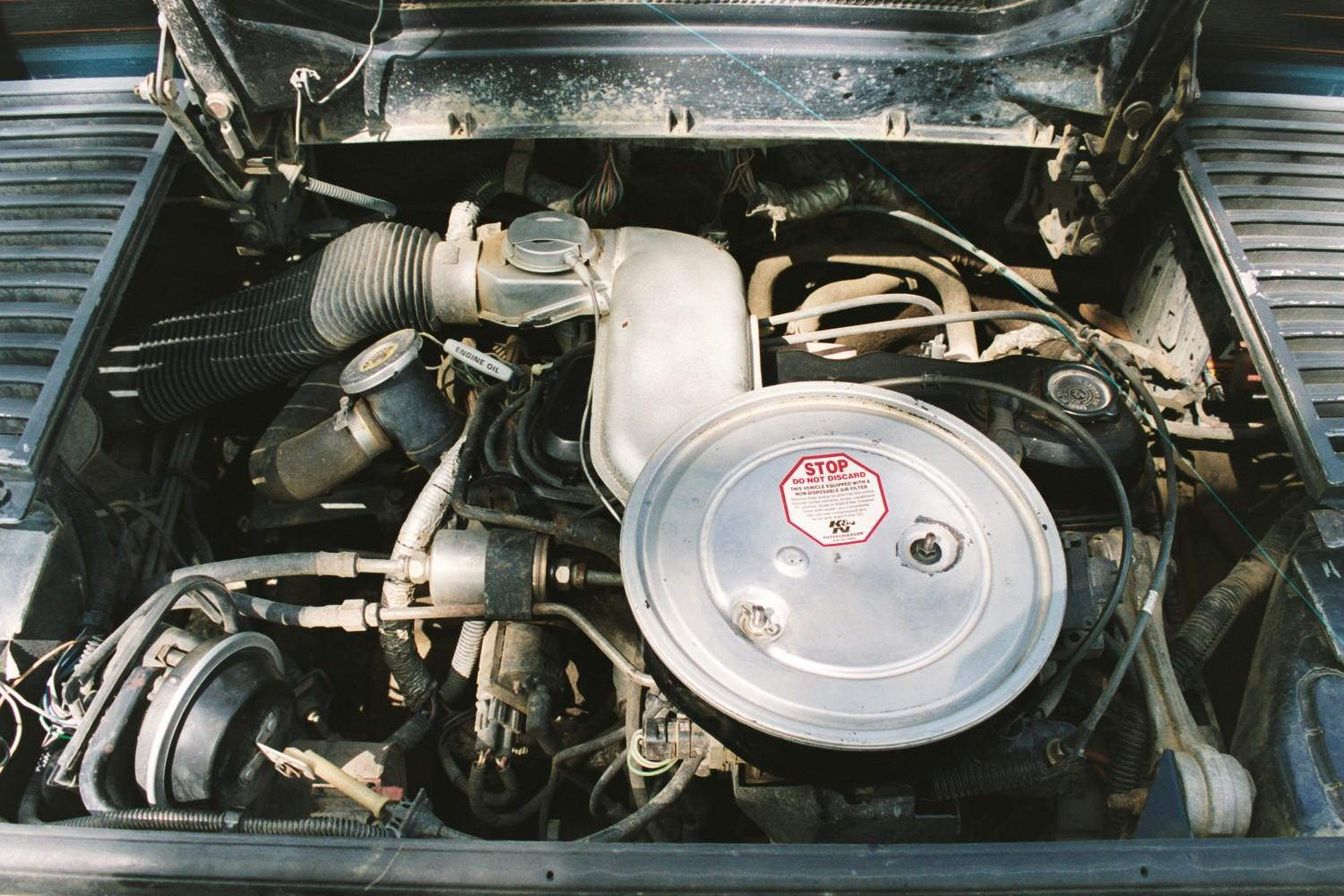
Montaje central del motor base 2.5 L 4-cilindros

El motor GM Iron Duke (también llamado 151, 2500, Pontiac 2.5 y Tech IV) es un motor de 4 pistones rectos de 151 pulgadas cúbicas (2,5 L) construido por Pontiac Motor Division de General Motors desde 1977 hasta 1993. Originalmente desarrollado como Pontiac. este nuevo motor para automóviles económicos, se usó en una amplia variedad de vehículos en toda la línea de GM en la década de 1980 y también se suministró a American Motors Corporation (AMC). El motor fue diseñado para la eficiencia del combustible, el funcionamiento suave y la larga vida útil, mas no para el rendimiento. La producción total de motores Duke se estima entre 3,8 y 4,2 millones de unidades.
L44

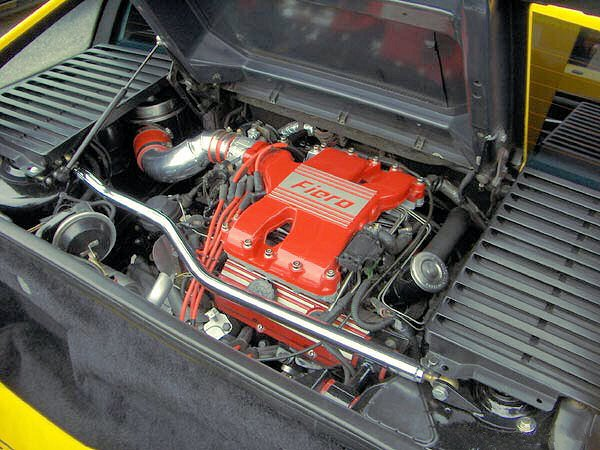
Montaje central del motor 2.8 L V6

El L44 se fabricó entre 1985 y 1988, reemplazando al LH7. Fue el primer motor transversal de 2,8 L (2837 cc) en usar inyección de combustible multipuerto y era una opción de motor de alto rendimiento ("Code 9") para los autos A, autos X y Pontiac Fiero. Este motor producía 140 hp (104 kW) a 5200 rpm y 170 lb⋅ft (230 N⋅m) de torque a 3600 rpm. El árbol de levas y las cabezas de los cilindros de este motor se reutilizaron más tarde en el motor L32 3.4 L (3350 cc).
Aplicaciones:
1985–1988 Pontiac Fiero
1985-1986 Pontiac 6000 STE
1985–1986 Chevrolet Celebrity Eurosport
1985 Chevrolet citación X-11
1987 Oldsmobile Cutlass

#### SD4
El SD4 (Super Duty de 4 cilindros) fue el último de una línea de motores Pontiac de alto rendimiento. Un motor SD4 de 2,7 L (165 plg³) y 232 HP (235 CV) impulsó el Fiero que sirvió de Coche de Seguridad en las 500 Millas de Indianápolis de 1984, superando las 138 mph (222,1 km/h) durante la carrera. El SD4 nunca estuvo disponible en un vehículo de producción en serie, aunque el catálogo de Performance Parts de Pontiac tenía todas las piezas del SD4 disponibles y se podía obtener una versión de 2,7 L (165 plg³) y 272 HP (276 CV) y también una versión de 3,2 L (195 plg³) y 330 HP (335 CV). Todas las 2000 réplicas de Fiero de Indianápolis venían con el motor de 2,5 L (153 plg³) y 92 HP (93 CV) Iron Duke.

### Transmisiones

#### Automáticas
Todos los Fiero con transmisión automática estaban equipados con el sistema Turbo-Hydramatic 125 de tres velocidades con bloqueo del convertidor de par.
Relaciones de las transmisiones automáticas:
- I4
  - 1984-1986: 3,18 (Opción base "F75")
  - 1987-1988: 2,84 (RPO "F17")
- V6
  - 1985-1986: 3,06 (RPO "?")
  - 1987-1988: 3,33 (RPO "GX3")
- Relaciones de engranajes THM-125
  - 1.ª marcha: 2,84
  - 2.ª marcha: 1,60
  - 3.ª marcha: 1,00
  - Reversa: 2,07

#### Manuales
Todos las transmisiones manuales de cuatro velocidades se fabricaron en la planta de Muncie (Indiana), según un diseño de la compañía Allison. La línea de producción de 1984 vio dos transmisiones, una de mayor rendimiento de cuatro velocidades con una relación de transmisión final de 4.10; y una económica de cuatro velocidades con una relación de transmisión final de 3.32. El V6 del modelo de 1985 y parte del año de producción de 1986 venía con una transmisión de cuatro velocidades con una relación de transmisión final de 3.65. La transmisión de cuatro velocidades 4.10 de menor velocidad mostró una aceleración mejorada, pero sacrificó la economía de combustible.
Las transmisiones de cinco velocidades Isuzu y Muncie (Getrag) estaban disponibles, según el modelo y el equipo. La Isuzu de cinco velocidades que venía en los coches con motor de cuatro cilindros estuvo disponible a partir de 1985; y a partir de 1986 estuvo lista la caja Muncie de cinco velocidades que venía en los coches equipados con motor V6. La caja Getrag 282 de cinco velocidades a veces se denominaba Muncie 282 o Muncie Getrag 282, ya que el diseño fue autorizado a General Motors para su fabricación por Muncie (Getrag nunca construyó la caja de cambios 282). Esta transmisión Muncie es una unidad diseñada para usarse con la mayor potencia del motor V6.
| Año     | Motor/Transmisión               | Código | Eje  | 1.ª  | 2.ª  | 3.ª  | 4.ª  | 5.ª  | Rev. |
| ------- | ------------------------------- | ------ | ---- | ---- | ---- | ---- | ---- | ---- | ---- |
| 1984    | I4/4-marchas (económica)        | MY8    | 3.32 | 3.69 | 1.95 | 1.24 | 0.73 | —    | 3.42 |
| 1984    | I4/4-marchas (alto rendimiento) | M19    | 4.10 | 3.53 | 1.95 | 1.24 | 0.81 | —    | 3.42 |
| 1985–88 | I4/5-marchas                    | MT2    | 3.35 | 3.73 | 2.04 | 1.45 | 1.03 | 0.74 | 3.50 |
| 1985–86 | V6/4-marchas                    | M17    | 3.65 | 3.31 | 1.95 | 1.24 | 0.81 | —    | 3.42 |
| 1986–88 | V6/5-marchas                    | MG2    | 3.61 | 3.50 | 2.05 | 1.38 | 0.94 | 0.72 | 3.41 |

### Seguridad contra choques
El diseño único con una carrocería de plástico sobre una estructura metálica espacial ayudó al Fiero a lograr una calificación de prueba de choque frontal de la NHTSA NCAP de cinco estrellas, la calificación más alta disponible.
Según Hemmings Motor News, la estructura espacial del 600 lb (272,2 kg), extremadamente robusta, constaba de aproximadamente 280 estampados de acero galvanizado y de alta resistencia separados, unidos por 3800 puntos de soldadura y, cuando se ensamblaba con la mecánica del Fiero, era posible conducir el vehículo sin haber montado su revestimiento. Los paneles de la carrocería del Fiero son puramente estéticos y no soportan carga estructural. El Fiero fue el segundo vehículo más seguro vendido en Estados Unidos entre 1984 y 1988, solo superado por el familiar Volvo 740DL.
Las puntuaciones oficiales de las pruebas de choque fueron las siguientes:
- Criterio de lesión en la cabeza: 356.5/308.6
- Desaceleración del pecho (G) – 30.9/29.9
- Carga sobre el fémur (LB): izquierda 840/800 derecha 800/740[15][16]

La tecnología de estructura espacial tecnológicamente avanzada del Fiero pasó a incorporarse en los modelos Saturn S-Series y en las minivan de plataforma GM U de 1990-96.

## Problemas de incendio del motor
Los problemas de seguridad aumentaron rápidamente en el verano de 1987, cuando el recuento de incendios de los modelos de 1984 alcanzó una tasa de 20 incendios por mes. Los Fiero se estaban incendiando a razón de uno por cada 508 automóviles vendidos, superando a todos los demás automóviles del mercado. Los ingenieros de Pontiac sabían de estos problemas desde el principio: uno escribió un memorando urgente fechado el 6 de octubre de 1983 para informar de que dos Fiero se habían incendiado repentinamente durante las pruebas de conducción. Esto fue solo 3 meses después de que comenzara la producción del Fiero. Primero se pensó que era causado por una fuga de anticongelante por unas mangueras mal instaladas, pero en realidad se trataba de unas bielas defectuosas. Después de una reunión con el gerente de la fundición de Saginaw, escribió que "del 60 al 90 por ciento de las bielas producidas no presentan defectos". Esto significa que al menos 1 de cada 10 bielas producidas era defectuosa y posiblemente 4 de cada 10 también lo eran. Associated Press citó a la NHTSA diciendo que había "...recibido 148 quejas sobre el incendio del Pontiac Fiero, incluidos informes de seis casos con lesiones. Los niveles bajos de aceite del motor pueden hacer que se rompa una biela, lo que permite que el aceite se escape y entre en contacto con partes del motor. El aceite se incendiaría cuando entrara en contacto con el colector de escape o los componentes calientes del escape". David Hudgens, un portavoz de GM en Detroit, dijo "si te quedas sin aceite, y luego eso, junto con una conducción agresiva, quizás, y quizás no cambiar el aceite muy a menudo, terminas con una biela rota, y ahí es donde entra la biela; sigue siendo responsabilidad del propietario revisar el aceite".
La división de Pontiac dijo en un comunicado de prensa de 1988 que "las pruebas de GM han demostrado que hacer funcionar estos coches de 1984 con un nivel bajo de aceite de motor puede causar un fallo en una biela que puede provocar un incendio en el compartimiento del motor. Pontiac tiene conocimiento de 260 incendios atribuibles a esta situación, junto con diez casos reportados con heridas menores".

## En la cultura popular

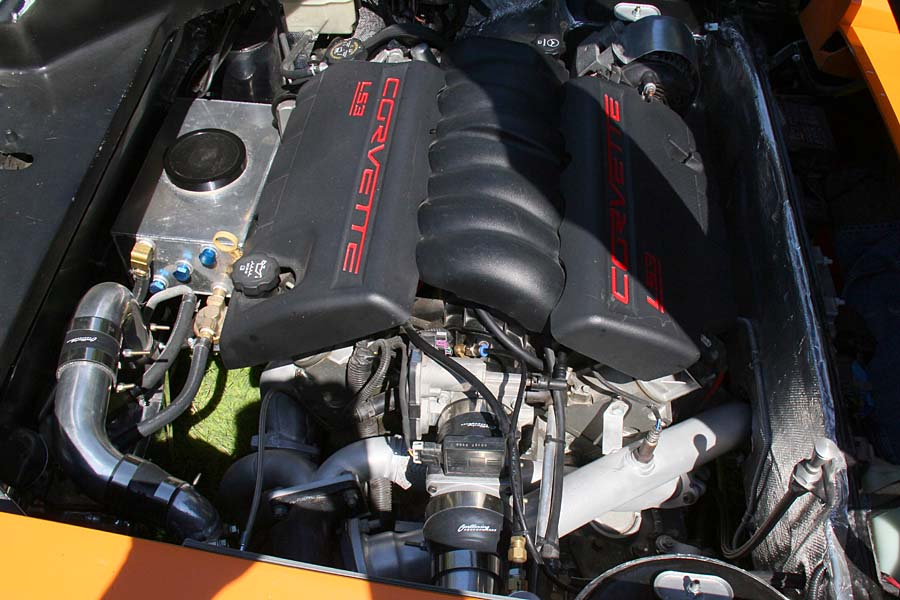
Un Fiero personalizado con motor GM LS3

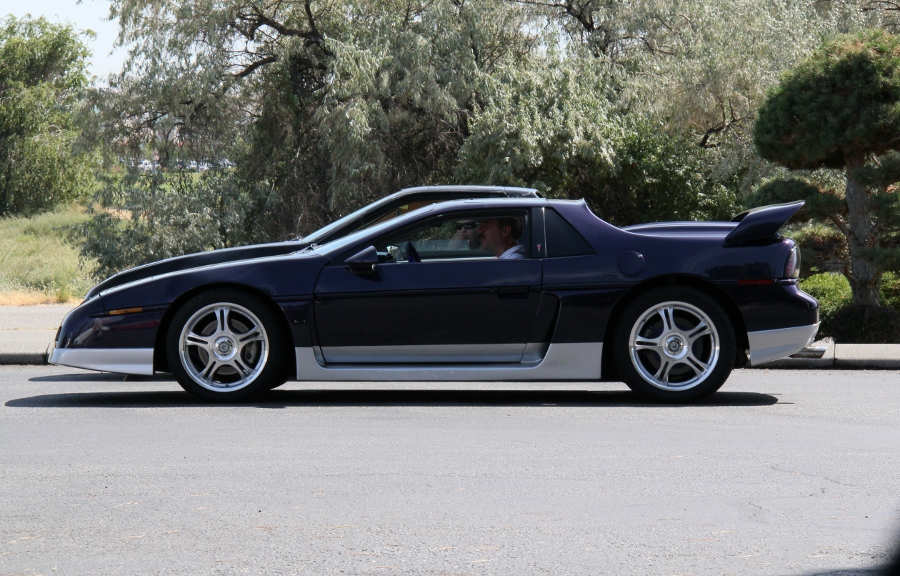
Cortar la parte superior de un Fiero es una modificación popular

Actualmente, el Fiero tiene seguidores de culto entre propietarios y preparadores de vehículos. Si bien todos los modelos Fiero se consideran coleccionables, el año modelo de 1988 es particularmente buscado por los coleccionistas debido a sus números de producción limitados y sus características ampliamente mejoradas. Debido a la gran cantidad de piezas de repuesto disponibles de otros vehículos de General Motors, se pueden realizar muchas actualizaciones para mejorar el rendimiento y la fiabilidad de los automóviles. Además, los entusiastas han instalado multitud de diferentes motores General Motors, desde el motor Quad-4 hasta el Chevrolet V8 de bloque pequeño, el Cadillac 4.9 L y el Northstar V8. El GM 3800 Supercharged también es una opción muy popular, así como el 3.4 L que se encuentra en el Camaro/Firebird de 1993, 1994 y 1995. Un taller en particular que fue pionero y ahora se especializa en instalaciones V8 incluso llegó a instalar el famoso motor Corvette Z06, el LS7 de 505 caballos, en un Fiero. La instalación de motores V8 de 4.9 L o más pequeños es posible con pocas modificaciones en el automóvil en sí, porque los prototipos de Fiero se probaron con un V8 de aluminio pequeño similar antes de pasar a la línea de producción. Como resultado, el compartimiento del motor es lo suficientemente grande para acomodar motores de ese tamaño.
El Fiero también es popular por ser modificado en réplicas de Lamborghini y Ferrari junto con otras modificaciones de autos en kit personalizados.

### En los medios audiovisuales
El Pontiac Fiero tiene numerosas apariciones en los medios como en programas tan populares como Los Simpson, Seinfeld, El Joven Sheldon Temporada 2 - Capítulo 9, o Cómo conocí a vuestra madre Temporada 2 - Capítulo 17 (Arrivederci Fiero), esta última en la que el automóvil tiene un especial protagonismo en uno de sus capítulos. Sin dejar de mencionar su participación en la serie Breaking Bad y en la secuela en formato de película El Camino: A Breaking Bad Movie en la cual tuvo varias apariciones, en la película Pain & Gain donde el protagonista tiene un Pontiac Fiero Formula, en la película That's My Boy.

### Legado
Cuando se introdujo el modelo Fiero de 1984, jugó un papel importante en la construcción de la imagen de "entusiasmo" que Pontiac quería difundir entre los compradores de coches. Este automóvil fue pionero en nuevos conceptos, como la participación de los trabajadores automotrices en los métodos de producción, así como en los nuevos materiales que brindaban un escaparate como el primer automóvil de producción en el mundo en utilizar un chasis de bastidor espacial con una carrocería separada compuesta de láminas de un material compuesto (SMC "Sheet Moulded Composite"). Según Design News, los ingenieros de Pontiac señalaron que la experiencia del Fiero ayudó a la empresa a desarrollar el aspecto deportivo del Grand Am y del Sunbird, así como las características de "automóvil de calle" en los otrora tradicionales modelos Bonneville y Grand Prix. Tales avances de Fiero como la piel compuesta perduraron en nuevos productos de GM como el Saturn.

### Modelos a escala
Varios fabricantes de modelos de fundición a presión han replicado el Fiero en varias escalas. Hot Wheels lanzó un Fiero 2M4 de 1984 con muchos esquemas de pintura. Matchbox y Majorette también lanzaron modelos Fiero durante el apogeo del automóvil. Monogram ha lanzado y relanzado un modelo Fiero GT de 1985 (el relanzamiento está disponible actualmente). En los últimos años, un modelo grande de fundición a presión 1:18 de un GT de 1985 estuvo disponible en colores rojo y plateado. En 2007, la compañía de juguetes Motor Max comenzó a fabricar pequeños juguetes Fiero GT fundidos a presión bajo las líneas "American Graffiti" y "Fresh Cherries". Ciertas ubicaciones de Walmart vendieron un Fiero especial "Since '68" fabricado por Hot Wheels, que usa el molde original de 1984 con un nuevo trabajo de pintura. La línea de juguetes M.A.S.K. de Kenner Products tenía un Fiero GT negro que se convertía en un planeador y un helicóptero de tres ruedas, llamado "Fireforce". La línea de juguetes Gobots de Tonka incluía un personaje, "Sparky", que se convirtía en un Fiero 2M4 de 1984 (llamado "P-car"). También vale la pena mencionar al personaje de 'Transformers', un espía que se convierte en un vehículo que se parece a un Fiero GT de 1985, pero modificado para evitar problemas con la marca registrada. MPC-ERTL lanzó otros modelos de kit de plástico en escala 1:25. Uno era un kit 10883 2M4 de 1984, el otro era un kit GT 6401 de 1987 (esencialmente idéntico al de 1986).

## Lecturas relacionadas
- Paul Ingrassia, and Joseph B. White, Comeback: the fall and rise of the American automobile industry (1995) pp. 99–110 en Internet.